# Калмаш (Калтасинский район)
Калма́ш (баш. Ҡалмаш) — деревня в Калтасинском районе Республики Башкортостан Российской Федерации. Входит в состав Калтасинского сельсовета.

## География

### Географическое положение
Расстояние до:
- районного центра (Калтасы): 7 км,
- ближайшей ж/д станции (Янаул): 51 км.

## История
Бывший административный центр Суваляшевского сельсовета, существовавшего в 1986—2008 годы.

## Население
| 2002 | 2009 | 2010 |
| ---- | ---- | ---- |
| 627  | ↘601 | ↘503 |

Национальный состав
Согласно переписи 2002 года, преобладающая национальность — марийцы (94 %).